# Qarāvolkhāneh (ort i Västazarbaijan)
Qarāvolkhāneh (persiska: قراولخانه, Qarāvol Khāneh) är en ort i Iran.   Den ligger i provinsen Västazarbaijan, i den nordvästra delen av landet, 400 km väster om huvudstaden Teheran. Qarāvolkhāneh ligger 2 304 meter över havet och antalet invånare är 181.
Terrängen runt Qarāvolkhāneh är lite bergig.Runt Qarāvolkhāneh är det ganska glesbefolkat, med 47 invånare per kvadratkilometer. Närmaste större samhälle är Noşratābād, 8,6 km väster om Qarāvolkhāneh. Trakten runt Qarāvolkhāneh består i huvudsak av gräsmarker.